# Zadarska smotra
Zadarska smotra hrvatski je časopis za kulturu, znanost i umjetnost.

## Povijest
Zadarska smotra počinje izlaziti 1992. godine kao nastavak Zadarske revije. Do 2003. godine izlazi kao dvomjesečnik, a nakon toga kao tromjesečnik. Dosadašnji glavni urednici bili su Julije Derossi, Šime Batović i Josip Lisac.

## Sadržaj
U časopisu se objavljuju prvenstveno radovi posvećeni zadarskom području, ali i oni vezani za druga područja. Neki od poznatijih suradnika su Šime Peričić, Benedikta Zelić-Bučan, Tomislav Meštrić, Tomislav Maričić, Vjera Belić Biloglav i drugi.
Neki od brojeva časopisa dostupni su u digitalnom obliku.

## Vanjske poveznice
Mrežna mjesta
- Zadarska smotra, neki od brojeva na stranicama Zadarskog ogranka Matice hrvatske